# Trimdon Grange
Trimdon Grange är en by i kommunen Durham i grevskapet Durham i England. Byn är belägen 11,8 km 
från Durham. Orten har 1 223 invånare (2015).